# Addis Alem
Addis Alem (amh. አዲስ ዓለም; znane także jako Ejerie) – miasto w Etiopii. Położone w Mirab Shewa Zone w Oromia, na zachód od Addis Abeby, na wysokości około 2360 metrów n.p.m., współrzędne miasta 9°02′N 38°24′E/9,033333 38,400000.
Według Central Statistical Agency w 2005 roku, miasto liczyło 13 423 mieszkańców, z czego 6420 stanowili mężczyźni, a 7003 – kobiety.
Addis Alem znane jest z Bazyliki św. Marii.

## Historia
Addis Alem zostało założone w 1900 przez Menelika II jako nową stolicę; Cesarzowa Taytu Betul (1851-1918) wybrała jego nazwę. Pomimo iż 20,000 członków plemienia Welega Oromo zajętych było budowaniem nowego miasta, w 1903 cesarz zdecydował nagle zachować w randze stołecznego miasta Addis Ababę. Jakkolwiek, Addis Alem służyło za letnią rezydencję. W 1903 rozpoczęto budowę pierwszej brukowanej drogi w Etiopii, łączącej Addis Alem z Addis Abebą.
Około 1930, większość drewna dla budynków i umeblowania Addis Abeby pochodziła z lasów rosnących w pobliżu Addis Alem. Podczas włoskiej okupacji, założono tu zakłady produkujące wapno. 2 grudnia 1940 roku, zaatakowano włoski garnizon. Włosi stracili 78 ludzi, 2.007 karabinów, dział i ręcznych granatów. 3 kwietnia następnego roku, Włosi odbili Addis Alem i tylko 50 ludzi uszło z życiem.
Z miastem związana jest znaczna liczba artystów:
- Abebe Wolde Giorgis (1897-1967)
- Worku Mammo Dessalegn (ur. 1935)
- Tadesse Bedaso Begna (ur. w 1943)[2].